# Девід Тейлор (функціонер)
Девід Тейлор (англ. David Taylor; нар. 14 березня 1954, Форфар, Шотландія, Сполучене королівство — пом. 24 червня 2014, Шотландія, Сполучене королівство) — шотландський футбольний функціонер.

## Біографія
Народжений в Форфарі, Шотландії в 1954 році Тейлор отримав освіту у Вищій Школі Данді і в Единбурзькому університеті. Мав наукові ступені: бакалавр права, магістр в галузі економіки і магістр ділового адміністрування.
У 1999-2007 обіймав посаду виконавчого директора Шотландської футбольної асоціації (SFA). Згодом Генерального секретаря УЄФА. Тейлор був призначений на цю посаду 1 червня 2007 року після X позачергового конгресу УЄФА, який відбувався в Цюриху 28 травня 2007 року і на якому вирішили, що посада голови адміністрації УЄФА, яка називалась «виконавчий директор» знову буде називатись, як «генеральний секретар».. Пробув на посаді генарального секретаря до 2009 року. З 2009 року і до кінця життя займав посаду виконавчого директора UEFA Events SA, що відповідала за комерційні операції й організацію різних заходів.
Помер у віці 60 років 24 червня 2014 року.